# Нагано (префектура)
Префекту́ра Нага́но (яп. 長野県, ながのけん, МФА: [nagano keɴ]) — префектура Японії в регіоні Тюбу, в центральній частині острова Хонсю. Префектурний центр — місто Нагано.

## Короткі відомості

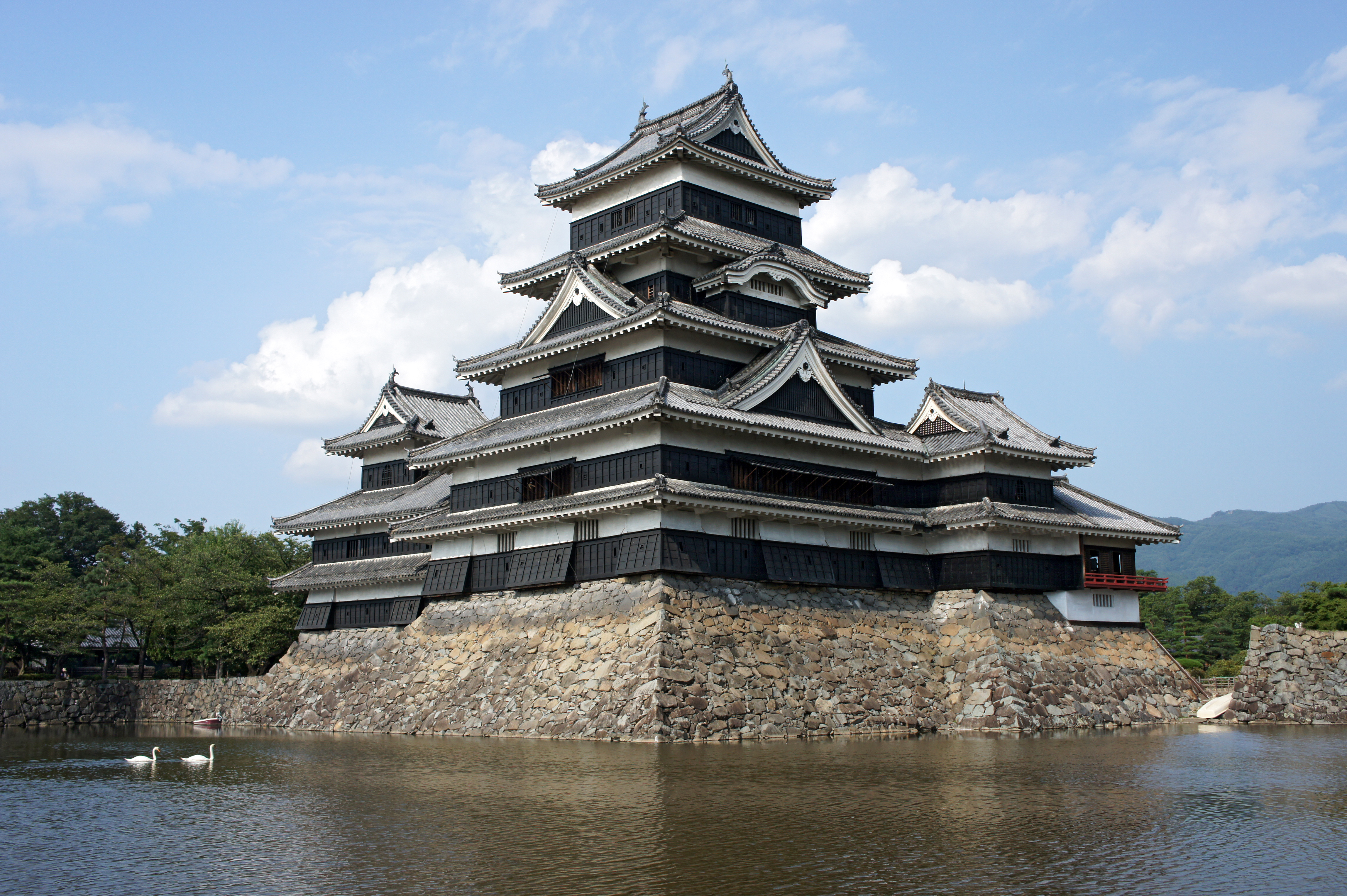
Замок Мацумото — національний скарб Японії.

Префектура Нагано розташована в центрі острова Хонсю, на сході регіоні Тюбу. Це 4-а за площею префектура Японії. Префектура Нагано не має виходу до моря. На півночі вона межує з префектурами Ніїґата й Тояма, на заході — з префектурою Ґіфу, на півдні — з префектурами Айті та Сідзуока, а на сході — з префектурами Ґумма, Сайтама і Яманасі. Адміністративний центр розташований в північному місті Нагано, де 1998 року проводилися 18-ті зимові Олімпійські ігри.
80 % площі префектури Нагано займають гори, покриті лісами, 6 % — вулкани, і лише 14 % — рівнинні землі, придатні до проживання і господарської діяльності. Префектура розподілена на східну і західну частину гірським хребтом Тікума та вулканічним поясом Яцуґатаке, що пролягає по її центру. В східній частині розташований басейн річка Тікума, яка тече на північ западинами Саку, Уеда й Нагано. Західною частиною протікають річки Сай, Тенрю та Кісо через западини Мацумото, Сува, Іва, а також долину Кісо.
Префектура Нагано займає територію історичної провінції Сінано. Через неї проходило декілька стратегічних шляхів, що сполучали столицю Кіото з Північною, Центральною та Східною Японією. Землі западини Нагано називаються Північним Сінано, западин Саку й Уеда — Східним Сінано, западини Мацумото — Середнім Сінано, западин Сува, Іна та долини Кісо — південним Сінано.
Основою економіки префектури Нагано є сільське господарство, садівництво, овочівництво, виробництво електротоварів та високоточної техніки. В багатьох містах розвинена туристична інфраструктура — гірськолижні курорти, альпіністські бази, гарячі джерела тощо. Для населення префектури характерне старіння та відплив молодої робочої сили до Токіо та Нагої. Близько чверті мешканців Нагано становлять особи, старші 65 років. Більш ніж половина усього населення проживає в містах Нагано, Мацумото, Уеда.

## Освіта
- Університет Сінсю